# Gönnheim
Gönnheim – miejscowość i gmina w Niemczech, w kraju związkowym Nadrenia-Palatynat, w powiecie Bad Dürkheim, wchodzi w skład gminy związkowej Wachenheim an der Weinstraße. W roku 2009 liczyła 1 524 mieszkańców, którzy mieszkają na powierzchni 6,54 km².

## Współpraca
Miejscowość partnerska:
- Marktl, Bawaria